# XFree86
XFree86 — реалізація X Window System, початково розроблена для Unix-подібних операційних систем, призначених для IBM PC-сумісних комп'ютерів, пізніше стала доступна для багатьох інших операційних систем і апаратних платформ.
Є вільним програмним забезпеченням з відкритим початковим кодом (ліцензія XFree86 License версії 1.1).
Розроблялася товариством XFree86 Project, Inc., головним розробником був David Dawes.
Остання випущена версія — 4.8.0, що вийшла у грудні 2008-го року. Останній комміт до дерева CVS XFree86 здійснено 18 травня 2009 року.